# Mauro Nespoli
Mauro Nespoli (n. 22 noiembrie 1987, Voghera, Lombardia, Italia) este un arcaș ce a reprezentat Italia, medaliat olimpic. A participat la 5 ediții ale Jocurilor Olimpice (2008, 2012, 2016, 2020, 2024) în care a câștigat o medalie de aur și două medalii de argint.